# Los Angeles Football Club 2018
Questa voce raccoglie le informazioni riguardanti il Los Angeles FC nelle competizioni ufficiali della stagione 2018.

## Stagione
Quella del 2018 è la prima stagione in Major League Soccer del Los Angeles Football Club. Il primo allenatore del club è Bob Bradley e il primo calciatore acquistato è Carlos Vela.  La squadra gioca un'ottima prima stagione, terminando al quinto posto nella classifica generale del campionato e arrivando in semifinale di coppa nazionale.

## Organigramma societario
Di seguito l'organigramma societario.
Area direttiva
- Proprietario: Larry Berg
- Presidente: Tom Penn
- Presidente esecutivo: Peter Guber
- Vicepresidente esecutivo: Henry Nguyen
- General Manager: John Thorrington
- Direttore sportivo: Mike Sorber

Area tecnica
- Allenatore: Bob Bradley
- Allenatore in seconda: Ante Razov
- Allenatore in seconda: Marc Dos Santos
- Allenatore in seconda: Kenya Arena
- Preparatore dei portieri: Zak Abdel

## Organico

### Rosa 2018
Aggiornata al 2018.
| N. |                        | Ruolo | Calciatore             |
| -- | ---------------------- | ----- | ---------------------- |
| 1  | Stati Uniti (bandiera) | P     | Tyler Miller           |
| 2  | Stati Uniti (bandiera) | D     | Jordan Harvey          |
| 3  | Iran (bandiera)        | D     | Steven Beitashour      |
| 4  | Canada (bandiera)      | D     | Dejan Jaković          |
| 6  | Brasile (bandiera)     | D     | Danilo Silva           |
| 7  | Ghana (bandiera)       | C     | Latif Blessing         |
| 8  | Portogallo (bandiera)  | C     | André Horta            |
| 9  | Uruguay (bandiera)     | A     | Diego Rossi            |
| 10 | Messico (bandiera)     | A     | Carlos Vela (capitano) |
| 11 | Stati Uniti (bandiera) | C     | Aaron Kovar            |
| 12 | Stati Uniti (bandiera) | A     | Christian Ramirez      |
| 13 | Stati Uniti (bandiera) | P     | Charlie Lyon           |
| 14 | Canada (bandiera)      | C     | Mark-Anthony Kaye      |
| 16 | Scozia (bandiera)      | C     | Calum Mallace          |

| N. |                        | Ruolo | Calciatore       |
| -- | ---------------------- | ----- | ---------------- |
| 18 | El Salvador (bandiera) | A     | Joshua Pérez     |
| 19 | Stati Uniti (bandiera) | C     | James Murphy     |
| 20 | Ecuador (bandiera)     | C     | Eduard Atuesta   |
| 21 | Costa Rica (bandiera)  | A     | Marco Ureña      |
| 22 | Honduras (bandiera)    | P     | Luis López       |
| 24 | Stati Uniti (bandiera) | C     | Lee Nguyen       |
| 25 | Stati Uniti (bandiera) | D     | Walker Zimmerman |
| 27 | Stati Uniti (bandiera) | D     | Tristan Blackmon |
| 28 | Stati Uniti (bandiera) | A     | Shaft Brewer Jr. |
| 33 | Ecuador (bandiera)     | C     | Benny Feilhaber  |
| 44 | Portogallo (bandiera)  | D     | João Moutinho    |
| 99 | Norvegia (bandiera)    | A     | Adama Diomandé   |
|    | Canada (bandiera)      | P     | Quillan Roberts  |